# Arthroleptis schubotzi
Arthroleptis schubotzi är en groddjursart som beskrevs av Fritz Nieden 1911. Arthroleptis schubotzi ingår i släktet Arthroleptis och familjen Arthroleptidae. IUCN kategoriserar arten globalt som livskraftig. Inga underarter finns listade i Catalogue of Life.